# Nageia motleyi
Espèce
Statut de conservation UICN

 VU A2c : Vulnérable
Synonymes
- Agathis motleyi (Parl.) Warb.[1]
- Dammara motleyi Parl.[1] [2]
- Decussocarpus motleyi (Parl.) de Laub.[1]
- Nageia baccarii (Parl.) Gordon[1]
- Podocarpus beccarii Parl.[1]
- Podocarpus motleyi (Parl.) Dummer[1]

Nageia motleyi est une espèce de conifères de la famille des Podocarpaceae.

## Répartition
On la trouve au Brunei, en Indonésie (Kalimantan et Sumatra), Malaisie (péninsule, Sabah et Sarawak) et en Thaïlande.